# Loumana
Loumana est une commune rurale et le chef-lieu du département de Loumana dans la province de la Léraba de la région des Cascades au Burkina Faso.

## Démographie
| 2003  | 2006  | 2012 |
| ----- | ----- | ---- |
| 2 723 | 3 594 | -    |

## Éducation et santé
Loumana accueille un centre de santé et de promotion sociale (CSPS) tandis que le centre médical avec antenne chirurgicale (CMA) est à Sindou et que centre hospitalier régional (CHR) se trouve à Banfora.
Le village possède deux écoles primaires publiques (école A et celle de Kokora) ainsi qu'un collège d'enseignement général (CEG).